# NGC 2423
NGC 2423 (другое обозначение — OCL 592) — рассеянное скопление в созвездии Корма.
Этот объект входит в число перечисленных в оригинальной редакции «Нового общего каталога». В 2007 году астрономы впервые зарегистрировали планету у звезды NGC 2423-3 данного скопления.